# Bradysia bijca
Bradysia bijca är en tvåvingeart som beskrevs av Lyudmila Komarova 2003. Bradysia bijca ingår i släktet Bradysia och familjen sorgmyggor. Inga underarter finns listade i Catalogue of Life.